# 尚-米榭·巴斯奇亞
尚-米榭·巴斯奇亞（法語發音：[ʒɑ̃ miʃɛl baskja]；1960年12月22日—1988年8月12日），是一位美國藝術家。他先是以紐約塗鴉藝術家的身分獲得大眾認識，後來成為一位成功的1980年代表現主義藝術家。巴斯奇亞的作品至今仍深深影響著當代的藝術家，而且價值不斐。

## 生平
1960年，巴斯奇亞出生於紐約布魯克林區。他的母親瑪蒂兒是波多黎各人，父親傑拉德·巴斯奇亞則是海地人，並曾擔任海地內政部長。巴斯奇亞也因此說了一口流利的法語、西班牙語、英語，並偶爾閱讀象徵詩、神話、歷史與醫療文書，特別是各種語言的《格雷氏解剖學》。幼年時，巴斯奇亞即表現了對藝術的天份，並在母親的鼓勵下學習作畫、參加美術相關的活動。1977年，十七歲的巴斯奇亞和他的朋友阿爾·迪亞茲（Al Diaz,）開始到下曼哈頓區的貧民窟玩塗鴉藝術，在當地的建築物上噴上彆腳的簽名「SAMO」，和一些簡潔的句子，像是「『SAMO』是條免責條款」等等。1978年12月，Village Voice週報登了一篇關於這些文字的報導。後來，巴斯奇亞在蘇活區建築物的牆上寫上「SAMO IS DEAD」，結束了關於SAMO的計畫。27歲時因服用過量海洛因於工作室中過世。

## 外部連結
- 布魯克林美術館 （页面存档备份，存于）

1. ↑  Fred, Basquiat, Jean Michel 1960-1988 Mayer, Marc Hoffman,. . Merrell http://worldcat.org/oclc/934395712. 2010. ISBN 978-1-85894-519-4. OCLC 934395712. 缺少或|title=为空 (帮助)